# Grónská severština

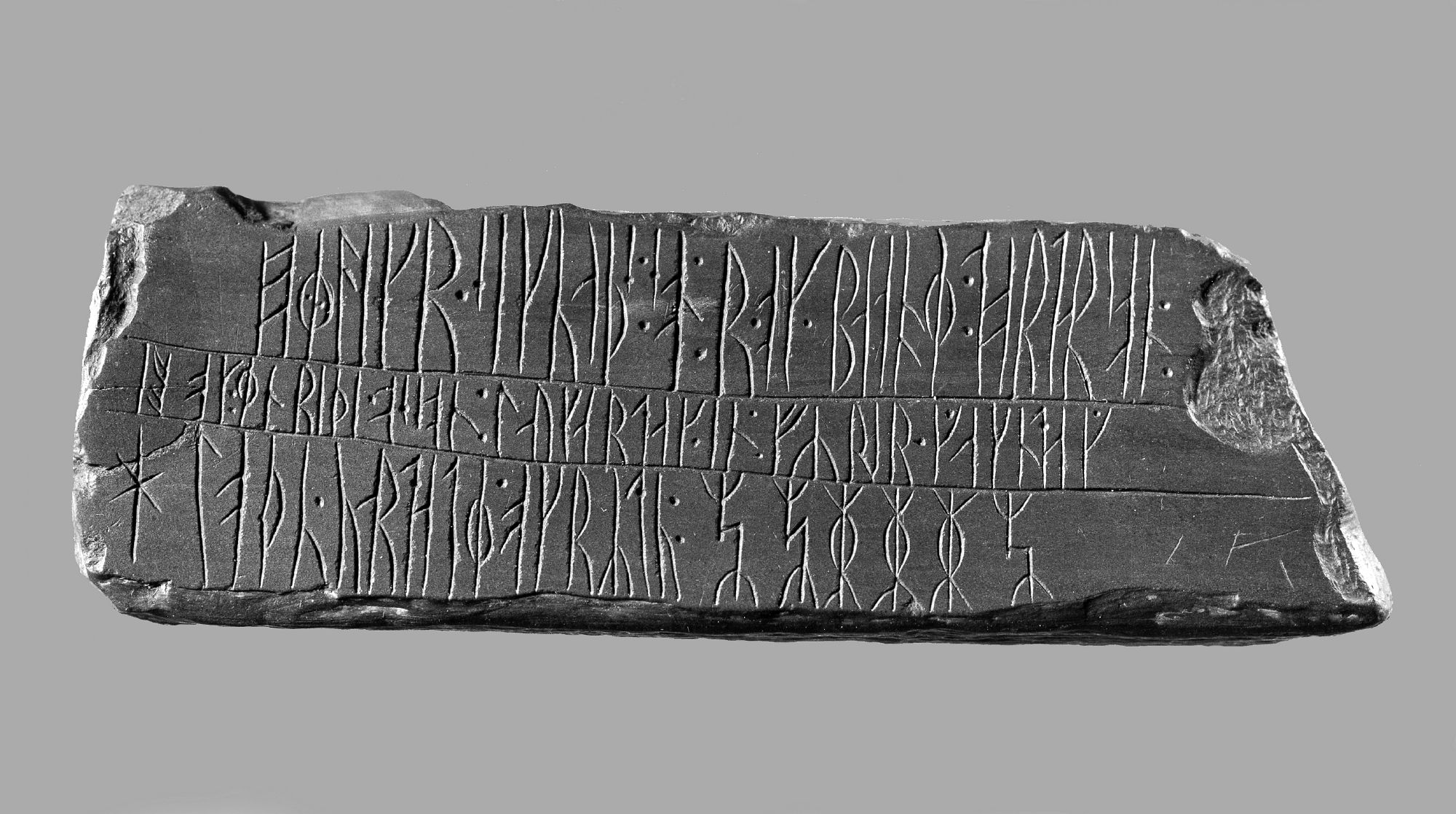
Runový zápis nalezený u Kingittorsuaqu

Grónská severština je vymřelý jazyk, kterým se mluvilo ve středověku ve vikingských osadách v jižním Grónsku. Jazyk vymřel koncem 15. století nebo na začátku 16. století. Není známo, jak jazyk zněl, ale na místě středověkých osad se našly runové zápisy (vikinský futhork).

## Příklady

### Číslovky
| Grónská severština | Česky |
| einn, ᛅᛁᚾ          | jeden |
| tveir, ᛏᚢᛅᛁᚱ       | dva   |
| trír, ᚦᚱᛁᚱ         | tři   |
| fjórir, ᚠᛁᚬᚱᛁᚱ     | čtyři |
| fimm, ᚠᛁᛘ          | pět   |
| sex, ᛋᛁᚴᛋ          | šest  |
| sjau, ᛋᛁᛅᚢ         | sedm  |
| átta, ᛅᛏᛅ          | osm   |
| níu, ᚾᛁᚢ           | devět |
| tíu, ᛏᛁᚢ           | deset |

## Písemné památky
V Grónsku bylo nalezeno okolo osmdesáti runových nápisů, mnoho z nich ale nevzniklo přímo v Grónsku, ale byly do Grónska dovezeny. Některé nápisy v grónské severštině byly zase nalezeny mimo Grónsko. Grónský rukopis z roku 1409 existuje v islandském přepisu. Dochovala se také báseň Atlamál, není ale známo, zda byla složena v Grónsku.
Jeden z typických rysů grónské severštiny je to, že písmeno þ nahrazuje písmenem t.

## Vliv grónštiny
Je velmi pravděpodobné, že grónská severština byla v kontaktu s grónštinou, jazykem původních obyvatel Grónska (Eskymáků). Dokazují to některá grónská slova, která jsou pravděpodobně slova přejatá z grónské severštiny, například:
- Grónské kona (manželka), ze severského slova kona
- Grónské kuaneq (andělika), ze severského slova hvönn (plurál hvannir)
- Grónské nisa (sviňucha), ze severského slova hnísa

## Vzorový text
Přepis runového zápisu, vyrytého na kameni nalezeného u grónské obce Kingittorsuaq:
Erlingr Sigvatssonr ok Bjarni Þórðarson ok Eindriði Oddsson laugardaginn fyrir gangdag hlóðu varða þessa ok ryðu...
Český překlad: Erlingur, syn Sigvata, a Bjarni, syn Þorðara, a Eindriði, syn Oddra, v den praní (v neděli) před prosebným dnem, navršili tuto mohylu a odjeli...
Otčenáš (modlitba Páně):
Fater vár es ert í himenríki,
verti nafn titt hæilagt.
Til kome ríke titt,
værti vili tin
sva a iartu sem í himnum.
Gef oss í dag braut vort dagligt.
Ok fyr geftu oss synter órar,
sem vér fyr gefom teim er vit oss hafa misgert.
Leitd oss eigi í freistni,
heldr leys tv oss frá ollu illu. Amen.